# Леб'яжий (Бузулуцький район)
Леб'я́жий (рос. Лебяжий) — селище у складі Бузулуцького району Оренбурзької області, Росія.

## Населення
Населення — 34 особи (2010; 48 у 2002).
Національний склад (станом на 2002 рік):
- росіяни — 96 %